# Minni & company
Minni & company è stata una rivista di fumetti edita da Disney Italia con periodicità mensile che conteneva storie inedite. In totale ne sono stati pubblicati 94 albi: il primo è del giugno 1993, l'ultimo del marzo 2001. A partire dall'aprile 2001 la testata viene sostituita da Minni amica del cuore. Quest'ultima pubblicazione terminerà ufficialmente nel settembre 2008.

## Formato
Minni & company è stata la prima rivista di fumetti italiana ad essere stampata in pentacromia: oltre ai quattro colori classici della quadricromia (ciano, magenta, giallo e nero), veniva aggiunto un quinto colore brillante (in alcuni albi oro, in altri argento) per far risaltare alcuni dettagli in copertina e negli angoli delle pagine del fumetto. Altra caratteristica, introdotta per la prima volta in una pubblicazione periodica Disney, erano le alette segnalibro incorporate nella prima e quarta di copertina, decorate con immagini di Minni o Paperina (i soggetti principali delle copertine).

## Contenuti
Si tratta essenzialmente di un periodico rivolto alle bambine: il target è individuato nella fascia dai 6 ai 10 anni.
La maggior parte delle storie a fumetti pubblicate ruotano intorno a personaggi Disney femminili, in modo particolare Minni, ma anche Paperina, Nonna Papera, Brigitta McBridge, Clarabella, Trudy, Amelia, Nocciola, Maga Magò e altri personaggi creati appositamente.
Non mancano comunque storie incentrate su personaggi maschili, come ad esempio la serie Paperino agente segreto preistorico, con protagonista Paperino, di François Corteggiani e Silvia Ziche (i primi due episodi sono stati pubblicati per la prima volta su Topolino, i successivi quattro su Minni & company).